# Флаг сельского поселения Серединское
Флаг сельского поселения Середи́нское — официальный символ сельского поселения Серединское Шаховского муниципального района Московской области Российской Федерации.
Флаг утверждён 13 ноября 2008 года и внесён в Государственный геральдический регистр Российской Федерации под номером 4553.
Флаг сельского поселения Серединское составлен на основании герба сельского поселения Серединское по правилам и соответствующим традициям вексиллологии и отражает исторические, культурные, социально-экономические, национальные и иные местные традиции.

## Описание
«Прямоугольное полотнище с соотношением ширины к длине 2:3, состоящее из трёх частей: верхней красной, клинообразной до середины полотнища, зелёной — у древка и голубой у свободного края и воспроизводящее фигуры из герба поселения, выполненные жёлтыми и оранжевыми красками: сидящего на ручке корзины, полной фруктов и овощей, соловья».

## Обоснование символики
История земель, вошедших в состав Серединского сельского поселения, насчитывает несколько столетий. Первые упоминания о сёлах сельского поселения относятся к XVI веку. Традиционным занятием местных жителей является сельское хозяйство и особенно садоводство и огородничество. В одном из старинных сёл края — Середе регулярно проходили базары, отсюда возили в Москву овощи и фрукты. Эти базары проводились по средам, и этот день недели дал название селу.
Символика фигур флага:
— деление полотнища — это аллегорическое изображение перекрестья дорог, ставших причиной успешного развития торговли, а корзина, наполненная фруктами и овощами, символизирует важность торговли в становлении и развитии Серединского края. Из небольшого торжка (торга) Середа постепенно превратилась в крупное торговое село.
— три части одного флага — это три сельских округа: Серединский, Косиловский и Дорский, составивших сельское поселение.
— с Серединской землёй связаны имена многих известных людей. Так, деревня Косово в XVIII столетии принадлежала семье Алябьевых, один из них Александр Алябьев — знаменитый композитор известного романса «Соловей». Соловей на флаге поселения — символ творческого полёта, красоты, интеллекта — напоминает об этом факте.
Жёлтый цвет (золото) — символ урожая, богатства, стабильности, уважения, солнечного тепла.
Красный цвет — символ силы, мужества, труда, праздника.
Голубой цвет (лазурь) — символ чести, благородства, духовности, возвышенных устремлений.
Зелёный цвет — символ природы, здоровья, молодости, жизненной энергии.